# У балкона. Испанки Леонора и Ампара
«У балкона. Испанки Леонора и Ампара» — картина русского художника Константина Коровина (1861—1939), написанная в 1888—1889 годах. Она является частью собрания Государственной Третьяковской галереи. Размер картины — 62 × 39 см. Употребляются также более короткие названия этой картины — «У балкона» и «Испанки».

## Описание
На картине изображены две девушки, стоящие на ковре у окна, выходящего на балкон. Эти девушки, прислонившиеся друг к другу, являются центральной частью композиции. Живо увлечённые чем-то, происходящим на улице, они смотрят сквозь жалюзи балконного окна. Художник уделил большое внимание игре оттенков света, проходящего через жалюзи. Вместе с лёгкими, скользящими мазками, выполненными в импрессионистском стиле, также просматривается декоративность, свойственная модерну. 

## История
Картина была задумана и, по всей вероятности, начата в 1888 году в Валенсии, во время путешествия Коровина в Испанию, а закончена в 1889 году в Москве. По воспоминаниям художника, в Валенсии он попросил швейцара гостиницы найти ему модель-испанку. Через некоторое время тот привёл к нему в комнату молодых девушек — Ампару и Леонору. Коровин попросил их остаться стоять у окна и начал писать их портрет. За время работы девушки отказывались от денег, которые предлагал им Коровин, так что, чтобы хоть как-то отплатить им, он сходил с ними в магазины и на базар и купил понравившуюся им обувь и платки из китайского шёлка. 
Картина была представлена на 17-й выставке Товарищества передвижных художественных выставок («передвижников») в 1889 году — это был дебют Коровина на выставках передвижников. Картина была послана на выставку от кружка Василия Поленова, и за её участие проголосовали 13 из 16 членов жюри — «Совета передвижников».  
В 1900 году картина являлась частью российской экспозиции на Всемирной выставке в Париже и была удостоена золотой медали, опередив, в частности, представленные на той же выставке картины Васнецова, Левитана, Поленова и Маковского. Василий Поленов так писал об этом в письме к М. М. Антокольскому 31 августа 1900 года: 
Очень меня порадовало, что наша молодёжь получила награды на Парижской выставке; особенно я был доволен за моих двух любимых художников — за Серова и Костю Коровина.
Конечно же, этот успех способствовал европейской и мировой известности художника. Картина была приобретена у художника предпринимателем и меценатом Саввой Мамонтовым.
Картина также выставлялась на выставке «Константин Коровин. Живопись. Театр. К 150-летию со дня рождения», которая проходила с 29 марта по 12 августа 2012 года в выставочном зале ГТГ на Крымском валу.

## Отзывы
Искусствовед Раиса Власова так писала в своей книге, посвящённой Коровину:
«Испанки» особенно значительны в творчестве Коровина потому, что здесь окончательно определяется важная особенность цветового строя его живописи. А ведь цвет является основой для выражения мироощущения живописца. Колористический строй картины держится на тёплой, «согревающей» её красочной гамме, на любимых им впоследствии охрах. Они столь же важны для определения сущности искусства Коровина, как, скажем, чистый, благородный голубец Андрея Рублёва или фиолетово-топазные тона взволнованных гамм Врубеля.